# F-ve Dolls
F-ve Dolls (hangul: 파이브돌스) var en sydkoreansk tjejgrupp bildad 2011 av Core Contents Media som var aktiv till 2019.
Gruppen bestod senast av de sex medlemmarna Seunghee, Nayeon, Hyoyoung, Yeonkyung, Hyewon och Eunkyo.

## Medlemmar
| Artistnamn   | Artistnamn | Födelsenamn   | Födelsenamn | Födelsedatum    | Medlemstid |
| Romanisering | Hangul     | Romanisering  | Hangul      | Födelsedatum    | Medlemstid |
| Senaste      | Senaste    | Senaste       | Senaste     | Senaste         | Senaste    |
| ------------ | ---------- | ------------- | ----------- | --------------- | ---------- |
| Seunghee     | 승희       | Cho Seung-hee | 조승희      | 3 juni 1991     | 2013-2015  |
| Nayeon       | 나연       | Han Na-yeon   | 한나연      | 7 januari 1992  | 2013-2015  |
| Hyoyoung     | 효영       | Ryu Hyo-young | 류효영      | 22 april 1993   | 2011-2015  |
| Yeonkyung    | 연경       | Oh Yeon-kyung | 오연경      | 25 augusti 1994 | 2013-2015  |
| Hyewon       | 혜원       | Jin Hye-won   | 진혜원      | 6 mars 1995     | 2011-2015  |
| Eunkyo       | 은교       | Seo Eun-kyo   | 서은교      | 21 mars 1995    | 2011-2015  |
| Tidigare     |            |               |             |                 |            |
| Soomi        | 수미       | Lee Soo-mi    | 이수미      | 3 mars 1989     | 2011-2012  |
| Chanmi       | 찬미       | Heo Chan-mi   | 허찬미      | 6 april 1992    | 2011-2012  |

## Diskografi

### Album
| Albuminformation                                          | Topplacering          |
| Albuminformation                                          | Sydkorea (Gaon Chart) |
| --------------------------------------------------------- | --------------------- |
| Charming Five Girls (EP-skiva) - Släppt: 16 februari 2011 | —                     |
| Time to Play (EP-skiva) - Släppt: 11 maj 2011             | —                     |
| First Love (EP-skiva) - Släppt: 17 september 2013         | —                     |

### Singlar
| År   | Titel               | Topplacering          |
| År   | Titel               | Sydkorea (Gaon Chart) |
| ---- | ------------------- | --------------------- |
| 2011 | "Lip Stains"        | 80                    |
| 2011 | "Your Words"        | 6                     |
| 2011 | "Like This or That" | 16                    |
| 2013 | "Soulmate #1"       | 62                    |
| 2013 | "Can You Love Me?"  | 39                    |